# Cañón automático Tipo 2 20 mm
El Tipo 2 20 mm era un cañón automático japonés que fue empleado en la Segunda Guerra Mundial.

## Diseño
Estaba basado en el 2 cm FlaK 30 alemán y entró en servicio en 1942. Comparado con el primigenio cañón automático Tipo 98 20 mm, el Tipo 2 20 mm tenía una mayor cadencia de disparo, podía elevarse a 85° y tenía un sistema de control de disparo centralizado. Su sistema de control de disparo centralizado podía controlar y dirigir seis cañones al mismo tiempo. Era elevado y rotado mediante motores eléctricos, que eran alimentados por un generador sobre ruedas. Su designación indica que entró en servicio en el año 2602, según el calendario japonés.

## Variantes

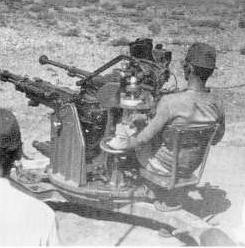
Artillero apuntando un Tipo 2 20 mm gemelo.

La batería doble recibió la designación Tipo 2 20 mm gemelo. El prototipo del cañón antiaéreo autopropulsado Tipo 98 20 mm estaba armado con una batería doble, pero no entró en producción.